# Bazincourt-Montplonne
Bazincourt-Montplonne is een voormalige gemeente in het Franse departement Meuse in de toenmalige regio Lotharingen. De gemeente werd in 1972 gevormd door de fusie van de gemeenten Bazincourt-sur-Saulx en Montplonne en maakte deel uit van het arrondissement Bar-le-Duc en van het kanton Ancerville. In 1984 werd de fusie ongedaan gemaakt en werden de voormalige gemeenten weer hersteld.